# زكي سالم (عزبة)
سـيرة ذاتية للدكتور زكـى سـالم
الاســــم   : زكـى محمود عدل الدين إبراهيم سـالم
الشهادات العلمية:- بكالوريوس التجـارة – كلية التجارة - جامعة القاهرة –  1980م 
                   - ليسـانس الآداب – كليـة الآداب – جامعة عين شمس –  1984م .
            - الدبلوم العالى في الدراسات الإسلامية–معهد الدراسات الإسلامية-1986م.
               - ماجستير في الفلسفة الإسلامية - معهد الدراسات الإسلامية -1993 م. 
              - دكتوراه في الفلسفة الإسلامية والتصوف – جامعة المنوفية - 2004 م.  
الكــتـب : * " الإنسان في فلسـفة  الغزالى وتصوفه " دار الفكر العربى –  1994م.
             * " عين العـقل "  مجموعة قصصية – دار الثقافة الجديدة –   1996 م.
            * " طريق المطار " ثلاث روايات قصيرة – دار الثقافة الجديدة -  1998م.
              * " عـقـد الفل "  قصص قصيرة –  دار الثقافة الجديدة  –  2000 م.
               * " الاتجاه النـقدى عند ابـن عربـى "  دار الثقافة الدينية –  2005م.
             * " تقاسيم على أشجان قديمة "  قصص– المجلس الأعلى للثقافة- 2008م.
               * " حــكــيـم "  روايــة - روايـات الـهلال – 2010م. 
               * "نجـيب محـفوظ . . صداقة مـمتدة"  كتاب الـهلال – 2014م.
           * " تجارب إنسانية " (حكايات وتأملات ) روافد للنشر والتوزيع– 2015م.
      * "مقام سـيدى العريف" . ( روايـة ). المجلس الأعلى للثقافة – 2017            * " الـــعــــدالــة الـعـمـيـاء".( قصص قصيرة ) . دار بدائل للنشر والتوزيع -2018م.
      * "حى بن يقظان " . (تأملات فلسفية) . دار بدائل للنشر والتوزيع -2018م.  *"خواطر وتأملات حول الأحلام الأخيرة لنجيب محفوظ"(دراسة)صفصافة.2019م
*  " الإنسان في فلسـفة  الغزالى وتصوفه " – دار الثقافة الدينية – 2021 م.
*  " خـــادم الســـــيد "  - مختارات قصصية  – دار التنوير - 2021 م.
النشاط الثقافى :- عضو اتحاد كتاب مصر .
            - التدريس في بعض الجامعات المصرية .
             - نشر العديد من القصص والمقالات في الأهرام ، وأخبار اليوم ، والحياة اللندنية  ، والأخبار، وأخبار الأدب ، والهلال ، وإبداع ، ووجهات نظر ، ودورية نجيب  محفوظ ، وغيرها .
      -     كتابـة المقالات الأدبية والفلسـفية والسياسية والنقديـة في الصحف
                   والمجلات الأدبية والدوريات الثقافية .
                - كتابة أبحاث علمية في الفلسفة والتصوف الإسلامى .
                - كتابة مقال اسبوعى بصحيفة الدستور المصرية .
                - كتابة مقال يومى بصحيفة التحرير المصرية .
            - كتابة مقالات بصفحة الفكر بالأهرام .
   - الإشراف على صفحة اسبوعية بعنوان " تجارب إنسانية " بصحيفة التحرير .
- قناة على اليوتيوب : لفلاسفة ومتصوفة وأحلام نجيب محفوظ.
https://www.youtube.com/@%D8%AF.%D8%B2%D9%83%D9%8A_%D8%B3%D8%A7%D9%84%D9%85
https://mashroo3na.com/%D8%A5%D8%B5%D8%AF%D
8%A7%D8%B1%D8%A7%D8%AA/%D9%85%D9%82%D8%A7%D9%84%D8%A7%D8%AA/%D8%B2%D9%83%D9%8A-%D8%B3%D8%A7%D9%84%D9%85/